# Josephskreuz

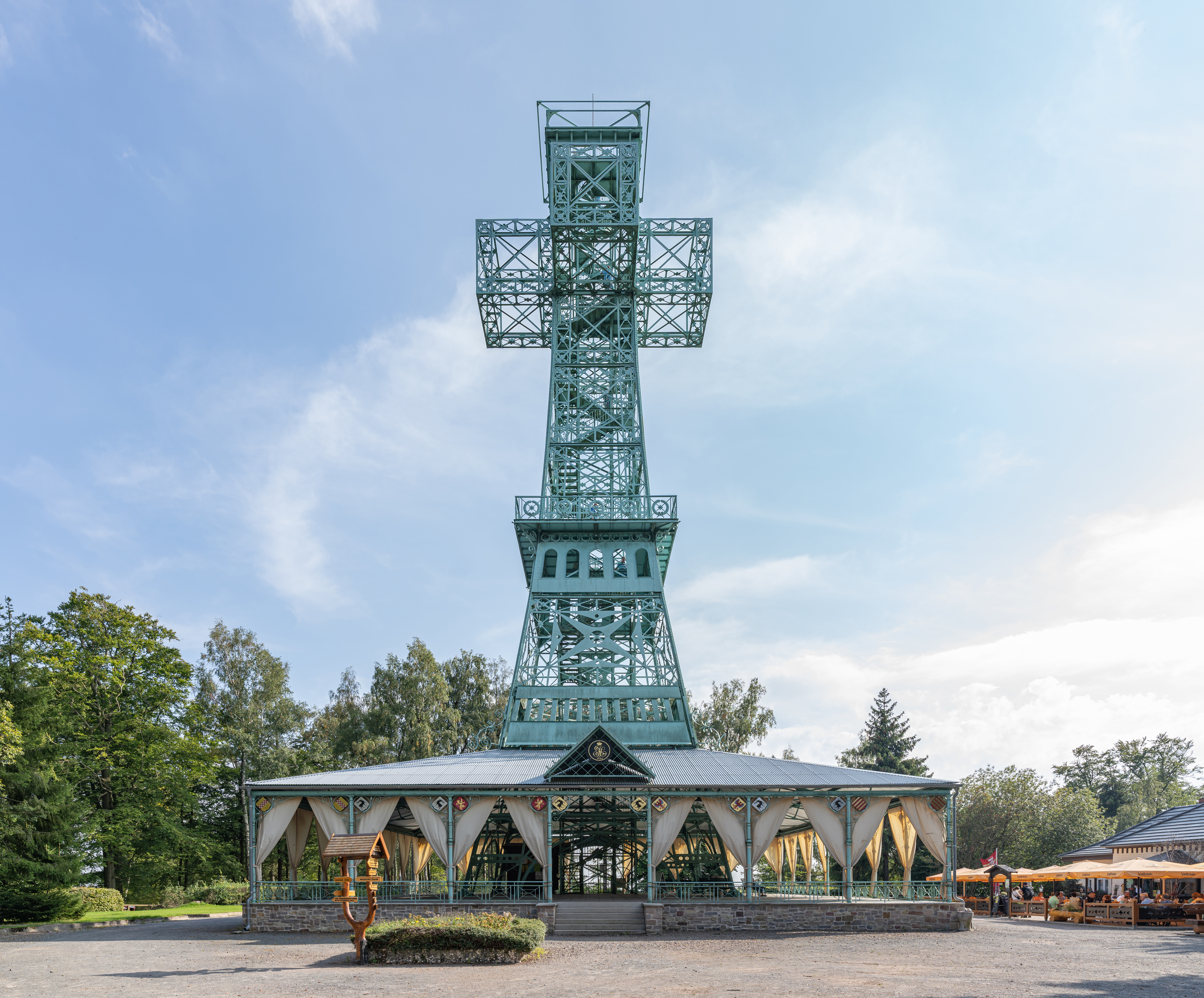
Josephskreuz auf der Josephshöhe

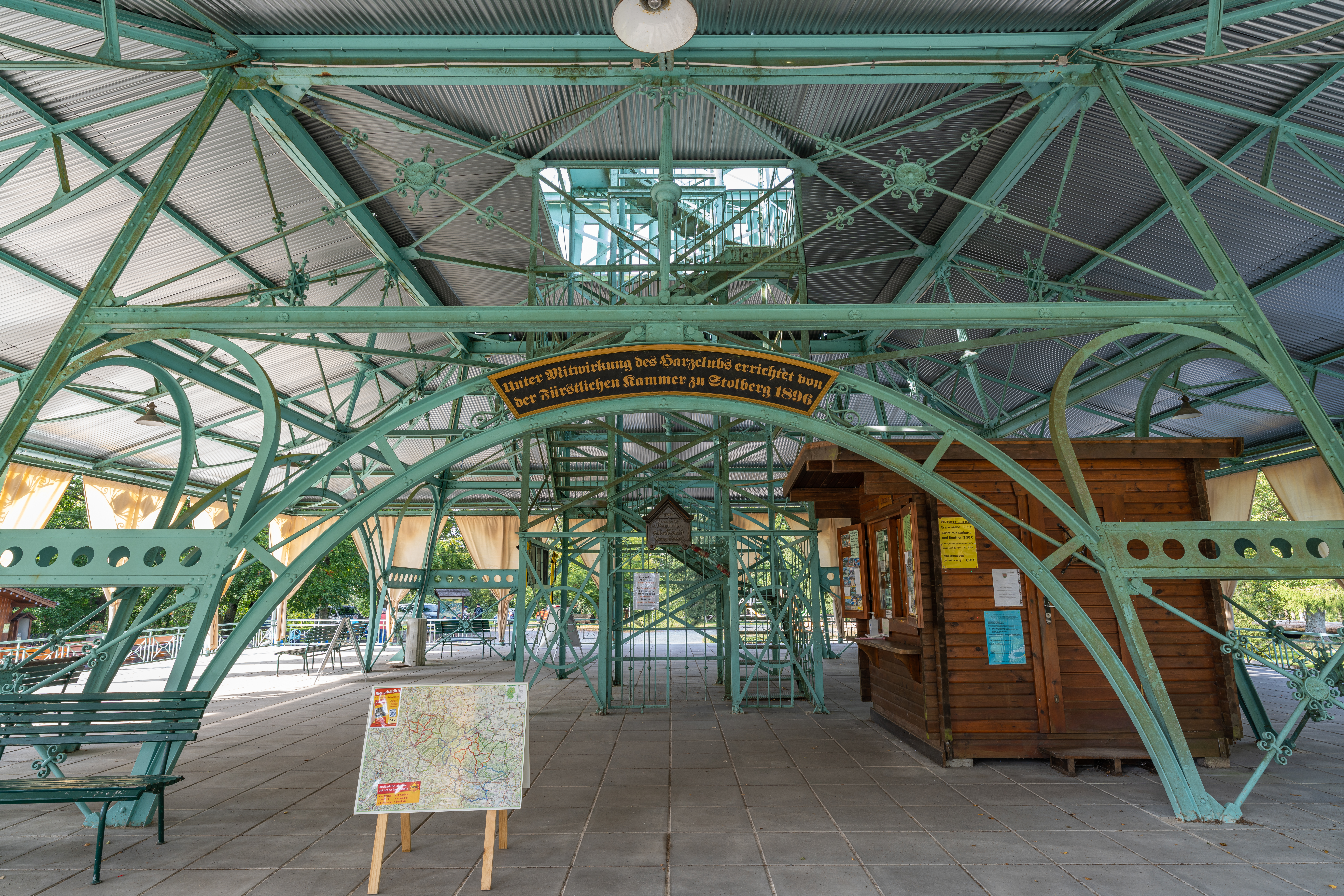
Eingangsbereich des Josephskreuz mit stählernem, dem Unterteil des Eiffelturms nachgebautem Rundbogen

Das Josephskreuz im Harz ist ein Aussichtsturm auf der Josephshöhe des Großen Auerbergs bei Stolberg im Gebiet der Gemeinde Südharz im Landkreis Mansfeld-Südharz in Sachsen-Anhalt.
Der am 9. August 1896 eingeweihte Turm wurde in Form eines aufrecht stehenden vierzählig drehsymmetrischen Lateinischen Kreuzes (Doppelkreuz) aus Stahlfachwerk errichtet. Die 38 m hohe Konstruktion wiegt 125 Tonnen und wird von etwa 100.000 Nieten zusammengehalten.

## Geographische Lage
Das Josephskreuz befindet sich im Unterharz im Naturpark Harz/Sachsen-Anhalt. Es steht auf der zwischen Stolberg im Südwesten (zur Gemeinde Südharz) und Straßberg im Nordosten (zur Stadt Harzgerode) gelegenen Josephshöhe (580,3 m ü. NHN), der Südkuppe des bewaldeten Großen Auerbergs (580,4 m) Höhe.

## Geschichte
Schon im 17. Jahrhundert stand auf dem Auerberg ein hölzerner Fachwerk-Aussichtsturm, der wegen Baufälligkeit und Wetterschäden 1768 abgerissen wurde.
1832 beauftragte Graf Joseph zu Stolberg-Stolberg den Berliner Architekten Karl Friedrich Schinkel mit dem Entwurf eines neuen Turms, den ein Stolberger Zimmermann ausführte. Das Richtfest von Schinkels hölzernem Turm in Form eines Doppelkreuzes wurde am 24. September 1833 gefeiert. Am 21. Juni 1834 wurde der Turm eingeweiht und nach seinem Auftraggeber „Josephskreuz“ benannt. Der Turm besaß keine Treppen und konnte nur mit Leitern bestiegen werden. Um 1850 mussten die Kreuzarme erneuert werden. 1880 brannte das Bauwerk durch einen während eines Gewitters erlittenen Blitzschlag bis auf das Fundament nieder.
Mit dem Bau eines neuen Josephskreuzes nach einem Entwurf von Otto Beißwänger wurde am 20. April 1896 begonnen. Der Turm nahm in der Doppelkreuzform Bezug auf Schinkel, war jedoch nach dem Vorbild des Pariser Eiffelturms als Stahlfachwerkkonstruktion ausgeführt, wobei dessen Bestandteile wie der Rundbogen zwischen den Beinen sogar nachgebaut wurden. Die Kosten von 50.000 Mark trugen das Fürstenhaus zu Stolberg und der Harzklub. Am 9. August 1896 wurde das neue Josephskreuz eingeweiht.
Im 20. Jahrhundert verfiel das Kreuz zusehends, bis es 1987 wegen Baufälligkeit für den Besucherverkehr gesperrt wurde. Ab 1989 wurde es saniert und am 28. August 1990 wiedereröffnet.
Im Jahr 2003 wurde das Kreuz erneut umfassend restauriert und im Frühjahr 2004 wiedereröffnet. Seitdem zeigt es sich wieder in seiner ursprünglichen Fassung von 1896.

## Aussichtsmöglichkeit und Wandern
Von der Aussichtsplattform, zu der eine Wendeltreppe mit 200 Stufen führt, fällt der Blick über die Landschaft des Unterharzes, zum Brocken im Hochharz, zum Großen Inselsberg und nach Magdeburg, wo die Türme des Magdeburger Doms zu erkennen sind. Die Josephshöhe, auf der das Josephskreuz steht, ist als Nr. 215 in das System der Stempelstellen der Harzer Wandernadel einbezogen; der Stempelkasten befindet sich neben dem am Aussichtsturm stehenden Kiosk. Nebenan steht zudem die Ausflugsgaststätte Bergstüb’l Josephskreuz.

## Galerie

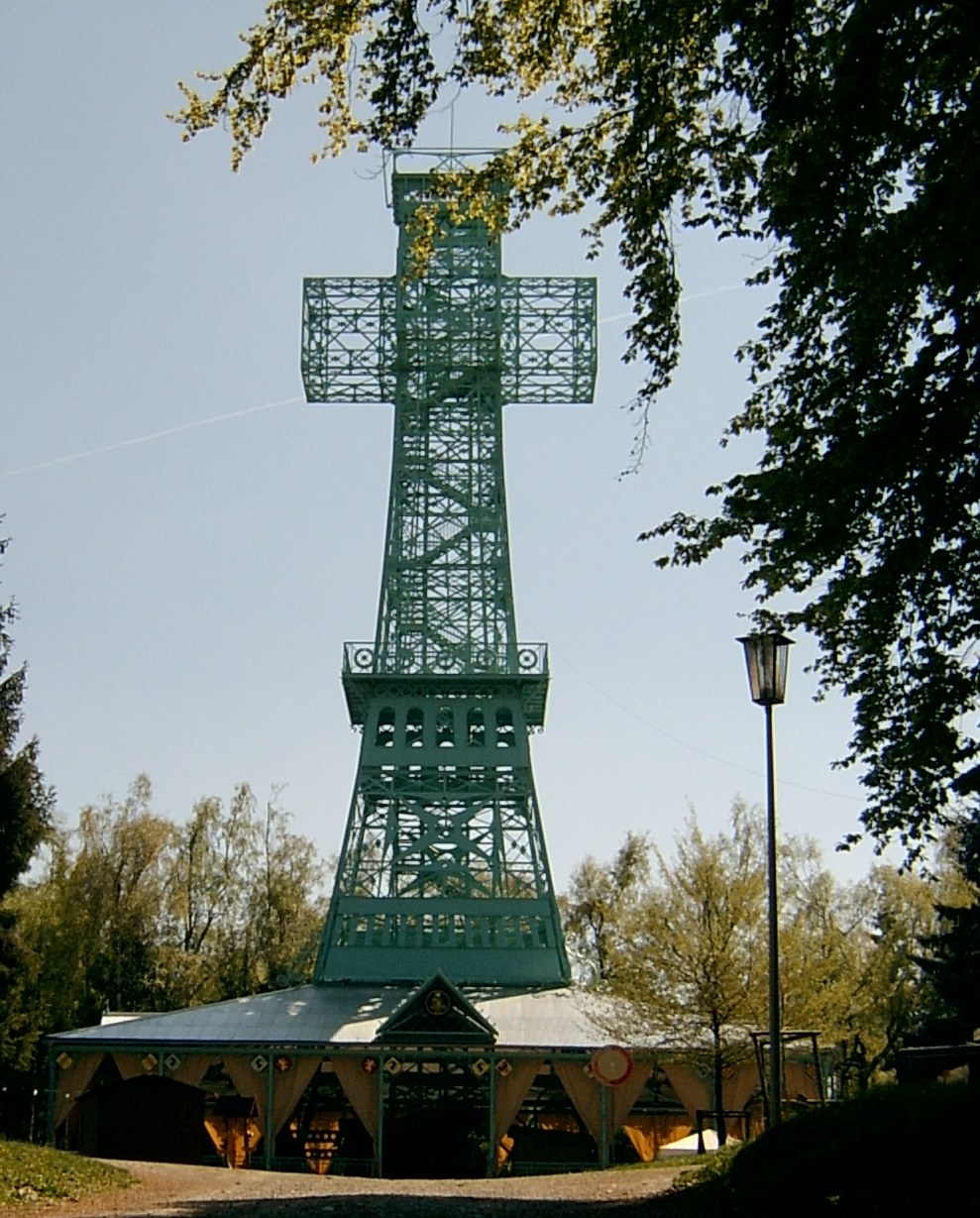
Vorderseite
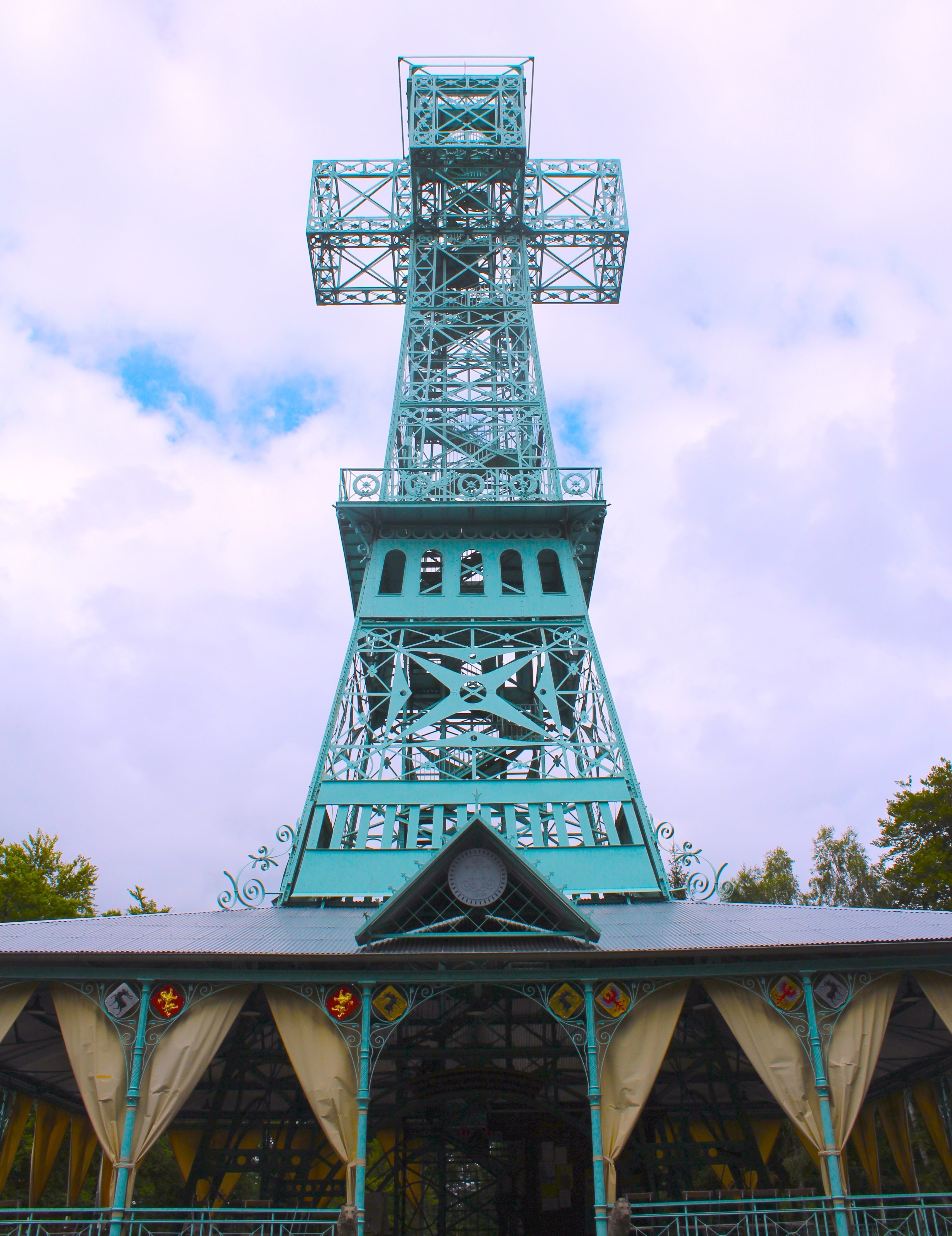
Rückseite
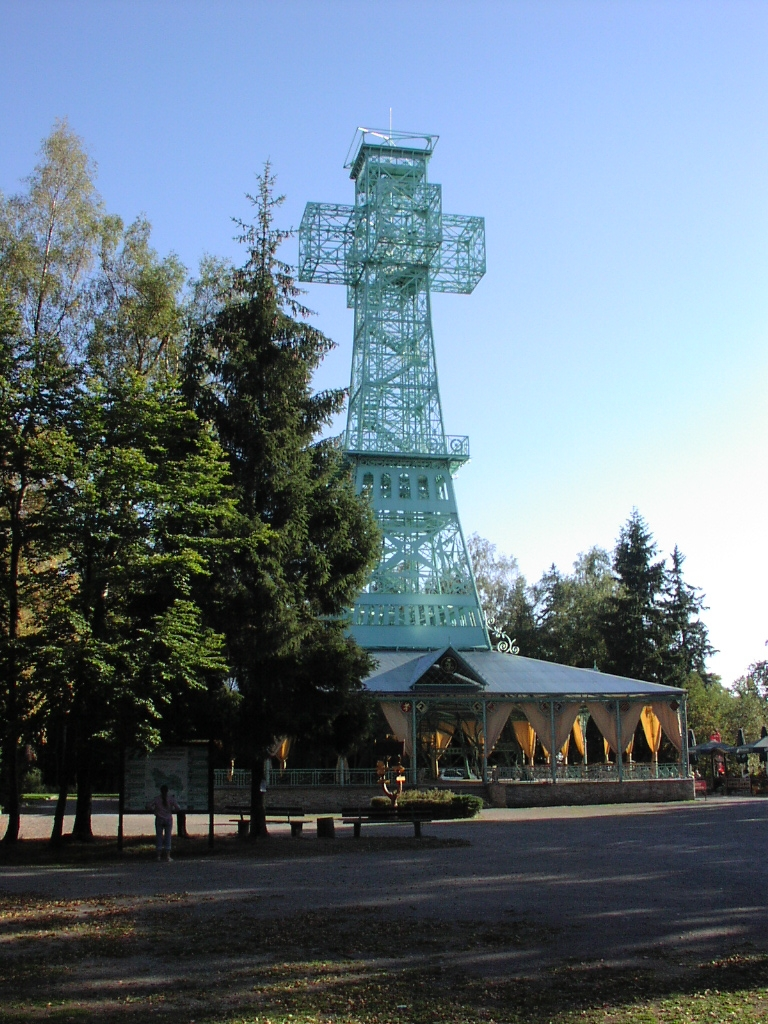
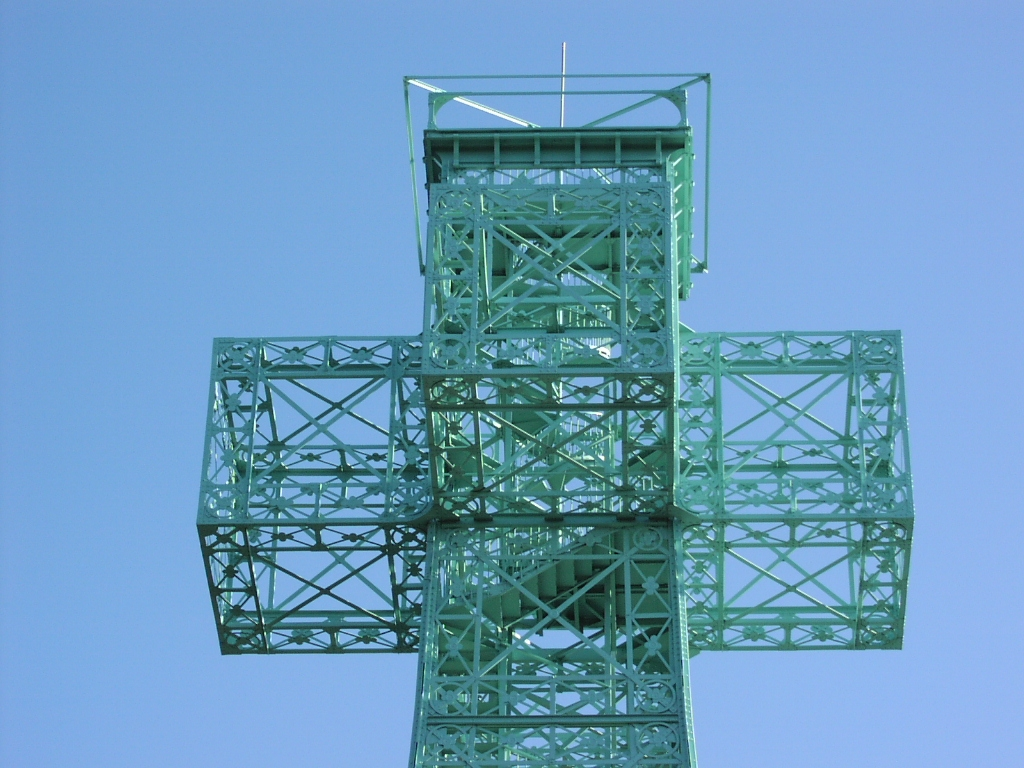
Kopf des Josephskreuzes
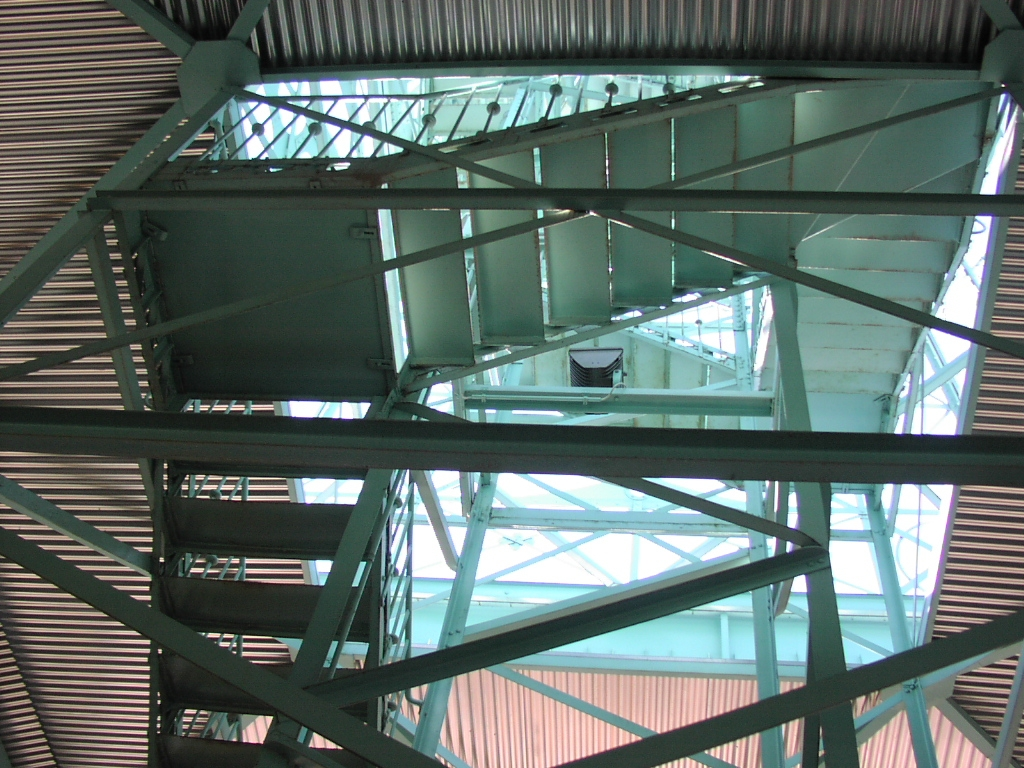
Aufstieg auf das Josephskreuz